# Ray Donovan: The Movie
Pour plus de détails, voir Fiche technique et Distribution.
Ray Donovan: The Movie est un téléfilm américain réalisé par David Hollander et diffusé en 2022. Il s'agit d'une suite de la série télévisée Ray Donovan (2013-2020). Comme la série, le téléfilm est diffusé sur Showtime aux États-Unis. En France, il est diffusé sur Canal+.

## Synopsis
L'avocat Ray Donovan et sa famille reviennent à Boston. Alors que son père Mickey est en cavale, Ray est prêt à l'affronter et à le stopper avant qu'il ne fasse plus de dégâts. Il va tout d'abord falloir le retrouver.

## Fiche technique
Sauf indication contraire, les informations mentionnées dans cette section peuvent être confirmées par la base de données cinématographiques IMDb,  présente dans la section « Liens externes ».
- Titre original : Ray Donovan: The Movie
- Réalisation : David Hollander
- Scénario : David Hollander et Liev Schreiber, d'après la série Ray Donovan créée par Ann Biderman
- Musique : Derek Somaru
- Direction artistique : Max Wixom
- Décors : Ray Yamagata
- Costumes : Tracey Phillips-Boone
- Photographie : David Franco
- Montage : Lynne Willingham
- Production : John H. Radulovic

Coproducteur : Milos Milicevic
Producteurs délégués : Lou Fusaro, Mark Gordon, David Hollander, Liev Schreiber et Bryan Zuriff
- Sociétés de production : The Mark Gordon Company
- Sociétés de distribution : Showtime (États-Unis), Canal+ (France)
- Pays de production :  États-Unis
- Langue originale : anglais
- Format : couleur
- Genre : drame, crime
- Dates de première diffusion[2] :
  - États-Unis : 14 janvier 2022 (sur Showtime)
  - France : 19 janvier 2022 (sur Canal+)
- Classification[3] :
  - États-Unis : TV-MA

## Distribution
- Liev Schreiber (VF : Thierry Hancisse) : Ray Donovan
- Eddie Marsan (VF : Gérard Darier) : Terry Donovan
- Dash Mihok (VF : Jérôme Pauwels) : Bunchy Donovan
- Pooch Hall (VF : Daniel Njo Lobé) : Daryll
- Kerris Dorsey (VF : Lisa Caruso) : Bridget Donovan
- Katherine Moennig (VF : Julie Dumas) : Lena
- Kerry Condon (VF : Marion Valantine) : Molly Sullivan
- Jon Voight (VF : Frédéric Cerdal) : Mickey Donovan
  - Bill Heck (VF : Julien Allouf) : Mickey, jeune
- Josh Hamilton : Kevin Sullivan
- Chris Petrovski (VF : Nessym Guetat) : Sean Walker, jeune
- Graham Rogers : Smitty
- Alyssa Diaz (VF : Jessica Monceau) : Teresa
- David Patrick Kelly (VF : Patrick Préjean) : Matty
Version française
  - Studio de doublage : Libra Films
  - Direction artistique : Philippe Blanc
  - Adaptation : Jérôme Dalotel

## Production
En 2020, Showtime annonce l'arrêt brutal de la série Ray Donovan, juste après la 7e saison. Des fans lancent des pétitions pour qu'une conclusion soit tournée après un final laissant de nombreuses questions en suspens. En février 2020, l'acteur Liev Schreiber déclare sur Instagram : « Il semble que vos voix aient été entendues. Trop tôt pour dire comment ou quand, mais avec un peu de chance et votre soutien continu, il y aura plus de Ray Donovan,. »
En 2021, Gary Levine — président des divertissements de Showtime — déclare que le public sera satisfait de la conclusion du film à venir : « Nous avons entendu des fans, et nous ne sommes rien sinon réactifs à notre public. Je pense que ce film de deux heures de Ray Donovan contribuera grandement à rendre cet atterrissage plus gracieux. »
Le tournage débute en mai 2021 à New York. Les prises de vues se déroulent notamment dans les studios new-yorkais Seret Studios, à Brooklyn, dans le Connecticut (gare de New Haven), ainsi qu'à Boston.